# Kodein-N-oksid
Kodein-N-oksid (genokodein) je metabolit kodeina. On je opijat kontrolisana supstanca.
Poput morfin-N-oksida, on je izučavan kao potencijalni farmaceutički lek i utvrđeno je da je slabiji od kodeina. Amin oksidi ovog tipa se formiraju kao oksidacioni produkti.